# Progress M-06M
Progress M-06M (ryska: Прогресс М-06M) eller som NASA kallar den, Progress 38 eller 38P, var en rysk obemannad rymdfarkost som levererade förnödenheter, syre, vatten och bränsle till rymdstationen ISS. Den sköts upp från kosmodromen i Bajkonur den 30 juni 2010. Efter en misslyckad dockning den 2 juli, dockade farkosten med ISS den 4 juli.
Efter att ha lastats ur och senare fyllts med sopor lämnade farkosten rymdstationen den 31 augusti 2010.
Efter att farkosten använd för ett antal experiment brann den som planerat upp i jordens atmosfär den 6 september 2010.

### Fotnoter
1. ↑  ”NASA Space Science Data Coordinated Archive” (på engelska). NASA. https://nssdc.gsfc.nasa.gov/nmc/spacecraft/display.action?id=2010-033A. Läst 1 mars 2020.
2. ↑  Manned Astronautics - Figures & Facts Arkiverad 17 juni 2011 hämtat från the Wayback Machine., läst 15 juli 2016.
3. ↑  Russianspaceweb, läst 30 december 2016.